# Büttenhardt

Logo der Gemeinde

Büttenhardt ist eine politische Gemeinde des Kantons Schaffhausen in der Schweiz an der deutschen Grenze. Auf dem Gemeindegebiet liegt die ehemalige deutsche Exklave Verenahof.

## Geschichte
1238 wurde das Dorf als Butinhart erstmals urkundlich erwähnt. Im Jahre 1259 erhielt das Kloster Paradies von Graf Hartmann dem Älteren von Kyburg den Wald, den man nennt Buothenhart. Im 15. Jahrhundert kam alles zu Schaffhausen. Einzig der Verenahof blieb wegen verfehlter Politik bei Tengen. Der Verenahof wurde dann badisch und bildete jahrhundertelang eine deutsche Exklave in der Schweiz. 1967 wurde die deutsche Exklave Verenahof als bisher letzter Gebietsabtausch an die Schweiz angegliedert. Ein Teil der überflüssig gewordenen Grenzsteine sind beim Alten Schulhaus sowie beim Rathaus in Wiechs am Randen zu sehen.

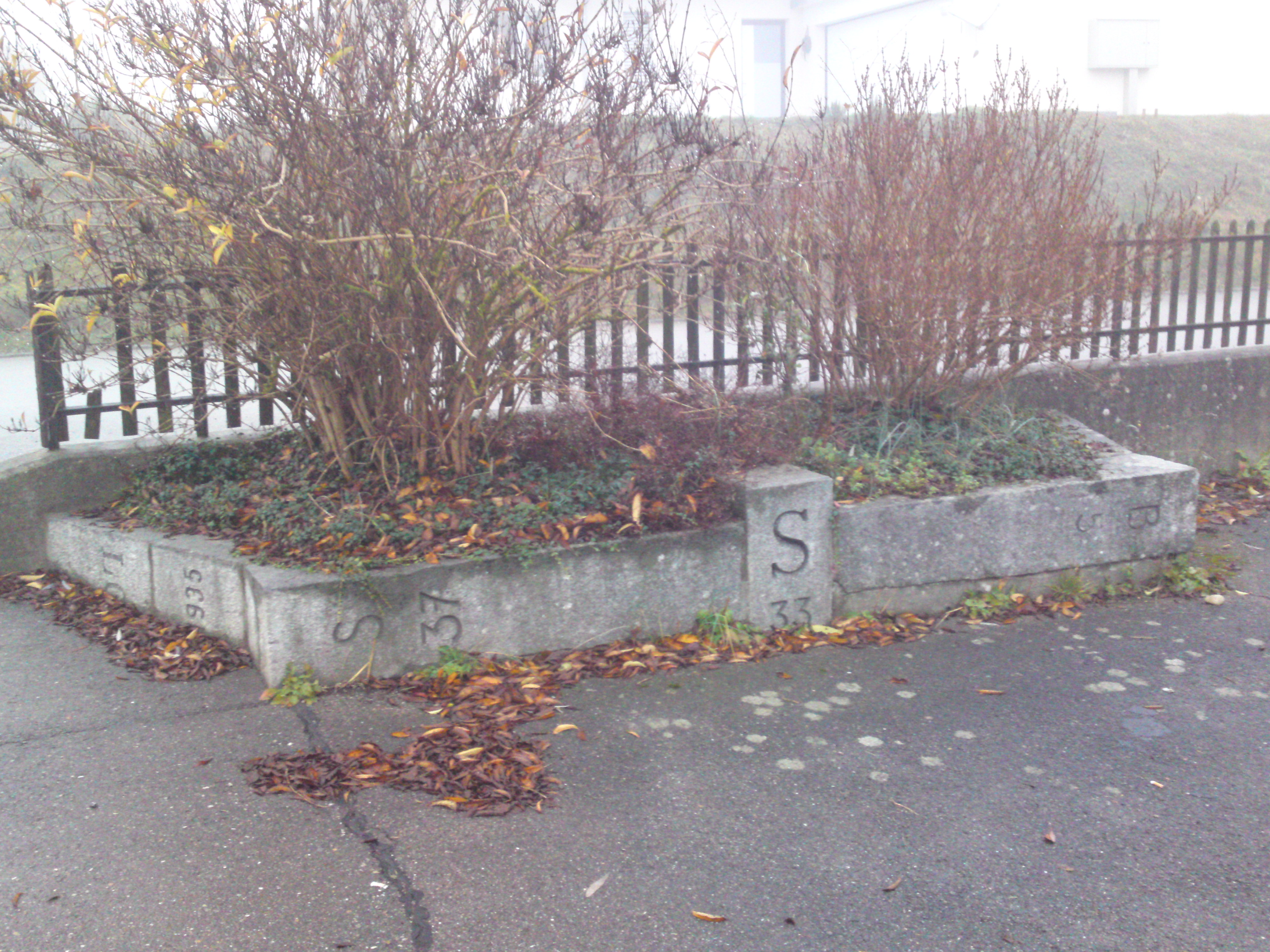
Ausgemusterte Grenzsteine vom Verenahof in Büttenhardt

Historisches Luftbild von Werner Friedli von 1948

Büttenhardt liegt auf den Reiathöhen und ist von Schaffhausen aus und vom Nachbarort Lohn nur über das Freudental erreichbar. Die steile und kurvenreiche Strasse war besonders im Winter für die Autofahrer und das Postauto gefährlich. Um die Verkehrssituation zu verbessern, wurde zwischen 1971 und 1974 ein 120 Meter langer, 60 Meter breiter und 18 Meter hoher Damm durch das obere Freudental gebaut. Das Baumaterial stammte aus dem Aushub des neuen Kantonsspital Schaffhausen.

## Wappen
Blasonierung
In blau eine mit der Spitze im Boden steckende, weisse Pflugschar, beseitet von je zwei gelben stilisierten Ähren.
Büttenhardt gehört zu den Gemeinden, die vor 1800 kein eigenes Wappen führten. Als es dann Anfang des 19. Jahrhunderts für die Gemeinden üblich wurde, ein Wappen zu führen, wählten sie die im Boden steckende, von Ähren umgebene Pflugschare als Symbol für die Landwirtschaft. Die Tinktur wählten sie in Anlehnung an die Landgrafschaft Nellenburg, in der die Ortschaft sich früher befand.

## Bevölkerung
| Bevölkerungsentwicklung | Bevölkerungsentwicklung |
| Jahr                    | Einwohner               |
| ----------------------- | ----------------------- |
| 1836                    | 148                     |
| 1850                    | 195                     |
| 1880                    | 220                     |
| 1900                    | 166                     |
| 1910                    | 142                     |
| 1930                    | 167                     |
| 1950                    | 192                     |
| 1970                    | 161                     |
| 1990                    | 269                     |
| 2000                    | 342                     |
| 2006                    | 352                     |
| 2017                    | 376                     |
| 2023                    | 419                     |